# 沃尔特·詹姆斯
沃尔特·詹姆斯（英語：Walter James，1896年1月18日—1982年6月17日），英国男子赛艇运动员。他曾代表英国参加1920年夏季奥林匹克运动会赛艇比赛，获得男子八人单桨有舵手银牌。